# アウグスト・シュライヒャー
アウグスト・シュライヒャー（August Schleicher, 1821年2月19日 マイニンゲン - 1868年12月6日 イェーナ）は、ドイツの言語学者。印欧語族の比較文法を大成し、以後の言語学に大きな影響を残した。

## 経歴
初め神学を学び、次いで印欧語（特にスラヴ語）を専攻した。
1850年に総説Die Sprachen Europas in systematischer Übersicht（ヨーロッパ諸言語の体系的概観）をまとめた。彼はここでゲオルク・ヴィルヘルム・フリードリヒ・ヘーゲルからの強い影響のもとに、言語は段階的に発展・成熟・崩壊する有機体であるという理論を唱えた。また屈折語・膠着語・孤立語の3類型を確立し、これらの関係も彼の理論の枠組で考えた。彼は言語を生物になぞらえるのが適切であるとし、競争を経て変化していくものであるとした。これはチャールズ・ダーウィンによる進化論の提唱に数年先立つが、進化論の影響ではなくロマン主義やドイツ観念論に基づくものと思われる。むしろ進化論の方が当時の言語学思潮をアナロジーとして利用したとの考えもある。
シュライヒャーは、1853年からプラハ大学で比較言語学の教授を務めた。1857年からはイェーナ大学で哲学の学部の教授を務めた。1853年には言語を生物と同じように分類し、さらにそれを配列して系統樹として表現した（これもエルンスト・ヘッケルによる生物系統樹より早い）。のちにイェーナ大学の同僚となったヘッケルとも議論を交わしている。47歳で結核のため亡くなった。

## 研究内容・業績
シュライヒャーの考えには独断的な部分も多いが、系統樹説は以後の印欧語研究に決定的な影響を与え、現代まで続く比較言語学の基本的な考えとなっている。また印欧祖語の再構を試み、推定した祖語を用いて寓話を記した。